# Смирнов-Осташвили, Константин Владимирович
Константи́н Влади́мирович Смирно́в-Осташви́ли (15 мая 1936, Москва — 26 апреля 1991, Тверь) — политический и общественный деятель, русский националист; антисемит. Председатель Союза за национально-пропорциональное представительство «Память».

## Биография
В течение 20 лет работал наладчиком вакуумного оборудования в НИИ московского завода микроэлектроники «Сапфир». Наряду с Алексеем Батоговым и Петром Ерохиным был одним из лидеров общества «Память».
В 1987 году отделился от «Памяти» Дмитрия Васильева вместе с группой И. Сычёва, а в 1989 году откололся и от него, создав собственную организацию — СНПП «Память». Также был основателем и руководителем Клуба друзей журнала «Наш современник» и членом его редколлегии, членом Патриотического объединения «Отечество», возглавлявшегося историком Аполлоном Кузьминым. В начале 1990 года выдвигался официальным кандидатом от «Отечества» на выборах народных депутатов Первомайского районного совета города Москвы.
18 января 1990 года принял активное участие в известном скандале в Центральном доме литератора (ЦДЛ), выступив против членов общества «Апрель» («писатели в поддержку перестройки»), когда был избит литератор Анатолий Курчаткин.
Об этой истории в своих книгах позднее писали участники события, в частности писатель Александр Рекемчук.
В течение четырёх месяцев Осташвили допрашивался в качестве свидетеля. Но за две недели до окончания следствия Осташвили было предъявлено обвинение. Поэтому защитник потребовал передать уголовное дело на доследование по формулировке «в связи с неправильным ведением следствия». Требование защиты было отклонено. В Мосгорсуде процесс, начавшийся 24 мая 1990 года, вёл судья А. И. Муратов. Следственное дело составило 10 томов. Процесс освещался всеми крупными СМИ.
12 октября 1990 года Смирнов-Осташвили был осуждён по 74 статье части II УК РСФСР на два года лишения свободы с отбыванием срока в колонии усиленного режима.

## Смерть
За несколько дней перед досрочным освобождением, 26 апреля 1991 года, был найден повешенным на простыне в раздевалке отдела главного механика производственной зоны исправительно-трудовой колонии г. Твери. Существует мнение, что Смирнов-Осташвили был убит. Утверждается, что на его теле были обнаружены следы физических истязаний. Годы спустя свидетель обвинения А. Р. Штильмарк выдвинул версию, согласно которой Осташвили «был зверски и, возможно, ритуально, убит». Как отмечает журнал «Власть», в морг на судмедэкспертизу труп привезли 29 апреля (спустя три дня после смерти), причину задержки не объяснили; 29 апреля в милиции заявляли, что «с полной уверенностью можно заявлять только о повешении Осташвили, а было оно убийством или самоубийством, определить невозможно даже судмедэкспертам». «На другой день, ссылаясь на тех же экспертов, те же начальники сказали, что факт самоубийства Осташвили никаких сомнений у них больше не вызывает», — отмечается далее в статье.
Как пишет историк Стивен Аткинс, Осташвили можно считать одним из ранних отрицателей Холокоста в России.